# Exekuční příkaz
Exekuční příkaz je rozhodnutí soudního exekutora, kterým poté, co exekuce byla zapsána do rejstříku zahájených exekucí, rozhodne o způsobu jejího provedení. V jedné exekuci může těchto způsobů zvolit více, tedy vydat i více exekučních příkazů, vždy by však měl dbát na účelnost provedení exekuce vzhledem k výši vymáhané částky, nebo charakteru jiné vymáhané povinnosti.
Exekuční příkaz musí být vždy vyhotoven písemně a doručen účastníkům řízení do vlastních rukou. Musí obsahovat označení exekučního soudu, soudního exekutora, exekučního titulu, účastníků řízení, vymáhané povinnosti, zvolený způsob provedení exekuce, komu se doručuje, výrok (ve kterém se uvedou podrobnosti o daném způsobu provedení exekuce), poučení o odvolání, datum a místo vydání a podpis soudního exekutora. Exekuční příkaz neobsahuje odůvodnění a nelze se proti němu odvolat, po doručení proto ihned nabývá právní moci. Poté se podle něj exekuce reálně provede, nikoli však do doby, než uplyne lhůta 30 dnů od výzvy k dobrovolnému splnění vymáhané povinnosti, kterou pověřený soudní exekutor povinnému také zašle. Přesto má už před tím jisté právní účinky, s jím postiženým majetkem nesmí být nakládáno (speciální inhibitorium) a jsou-li jím postiženy pohledávky povinného, platí obdobný zákaz i vůči jeho dlužníkům (arrestatorium).
Po zániku exekuce jejím provedením (vymožením pohledávky i nákladů exekuce) nebo po zastavení exekuce zaniknou ze zákona i účinky všech exekučních příkazů v exekuci vydaných.